# Президентські вибори у Словенії 2017
Президентські вибори у Словенії 2017 — чергові вибори Президента Словенії, що пройшли у два тури 22 жовтня та 12 листопада 2017 року.
У першому турі виборів брали участь 9 кандидатів, включаючи діючого  президента  Борута Пахора.
У другому турі 12 листопада 2017 року діючий  президент Борут Пахор, набравши майже 52,9 % голосів, переміг лідера партії «Список Мар'яна Шареца», мера міста Камнік Мар'яна Шареца, за якого віддали свої голоси 47,1 % виборців. Явка становила лише 41,7 %.

## Виборча система
Президент Словенії обирається раз на 5 років загальним таємним голосуванням за  системою абсолютної більшості. Якщо в першому турі жоден з кандидатів не отримує більшості голосів, то проводиться другий тур між двома кандидатами, які набрали найбільшу кількість голосів.
Згідно з виборчим законом, кандидат у президенти повинен отримати підтримку:
- 10 членів Національної асамблеї або
- принаймні однієї політичної партії та або 3 членів парламенту або 3 тисяч виборців або
- 5 тисяч виборців.

Політична партія має право підтримати висунення тільки одного кандидата.

## Кандидати
- Борут Пахор — Президент Словенії, член партії  Соціал-демократи. Заявив, що буде балотуватися як незалежний кандидат.[5] Вважається фаворитом виборів.[6].
- Мар'ян Шарец — мер невеликого міста Камник, колишній комедійний актор. Кандидат від партії «Список Мар'яна Шареца».
- Людмила Новак — лідер консервативної партії Нова Словенія.
- Мая Маковець Бренчич — міністр освіти, культури і спорту, кандидат від Сучасної центристської партії (SMC).
- Романа Томч — депутат  Європейського парламенту, член Словенської демократичної партії (SDS).
- Борис Попович — мер міста Копер, кандидат від регіональної партії «Словенія назавжди» (SJN).
- Анжела Ликович — керівник початкової школи Ангела, підтримує партію «Глас зарубіжжя» (ZaO) в місті Дружине.
- Андрій Шишка — кандидат від політичної партії «Єдина Словенія» (ZSi).
- Сузана Лара Краузе — кандидат від Словенської народної партії (SLS).

## Опитування громадської думки

### Рейтинг кандидатів у другому турі (23 жовтня— 12 листопада 2017):
| Дата опитування   | Джерело опитування | Кількість опитаних |                  |                             | Не визначилися | Проти всіх |
| ----------------- | ------------------ | ------------------ | ---------------- | --------------------------- | -------------- | ---------- |
| Дата опитування   | Джерело опитування | Кількість опитаних |                  |                             | Не визначилися | Проти всіх |
| Дата опитування   | Джерело опитування | Кількість опитаних | Пахор Незалежний | Шарец Список Мар'яна Шареца | Не визначилися | Проти всіх |
| 10 листопада 2017 | Mediana            | 893                | 48,6 %           | 44,5 %                      | 6,9 %          | 4,1 %      |
| 10 листопада 2017 | Delo               | 1025               | 56,3 %           | 43,7 %                      | 0 %            | 12,6 %     |
| 9 листопада 2017  | Dnevnik            |                    | 53 %             | 47.0 %                      | 0 %            | 6 %        |
| 24-26 жовтня 2017 | Ninamedia          | 700                | 51.2 %           | 34.0 %                      | 14.8 %         | 17,2 %     |

### Рейтинг кандидатів у першому турі (з 28 вересня по 22 жовтня 2017 року)
| Дата опитування       | Джерело опитування | Кількість опитаних |                  |                             |                     |          |             |             |             |                      |            |
| --------------------- | ------------------ | ------------------ | ---------------- | --------------------------- | ------------------- | -------- | ----------- | ----------- | ----------- | -------------------- | ---------- |
| Дата опитування       | Джерело опитування | Кількість опитаних |                  |                             |                     |          |             |             |             |                      |            |
| Дата опитування       | Джерело опитування | Кількість опитаних | Пахор Незалежний | Шарец Список Мар'яна Шареца | Новак Нова Словенія | Томч SDS | Бренчич SMC | Попович SJN | Ликович ZaO | Шішка Єдина Словенія | Краузе SLS |
| 5–7 жовтня            | Ninamedia          | 450                | 40.4 %           | 14.9 %                      | 3.6 %               | 5.5 %    | 0.6 %       | 1.0 %       | 0.3 %       | 1.3 %                | 0.1 %      |
| 2–6 жовтня            | Parsifal           | 722                | 31.5 %           | 13.1 %                      | 3.0 %               | 4.1 %    | 1.1 %       | 0.7 %       | 0.3 %       | 1.0 %                | 0.1 %      |
| 29 вересня — 6 жовтня | Episcenter         | 1241               | 31.2 %           | 13.3 %                      | 4.9 %               | 4.4 %    | 1.2 %       | 0.6 %       | 0.5 %       | 0.5 %                | 0.2 %      |
| 29 вересня — 1 жовтня | Valicon            | 1140               | 41.2 %           | 22.0 %                      | 5.3 %               | 5.4 %    | 3.7 %       | 3.6 %       | 2.3 %       | 1.7 %                | 0.8 %      |
| 28–29 вересня         | Delo Stik          | 500                | 34.8 %           | 22.7 %                      | 10.6 %              | 9.9 %    | 2 %         | 1 %         | 1 %         | 1 %                  | 1 %        |

## Результати

Переможці виборів у першому турі за населеними пунктами

### Екзит-поли
За результатами екзит-полів, проведених Episcenter, на виборах перемагає Борут Пахор, набравши у першому турі 56,2 %. За ним розташувався Мар'ян Шарец, якого підтримали 22,5 % виборців, що взяли участь у голосуванні.

### Результати першого та другого турів
| Кандидати                           | Партія                              | Перший раунд | Перший раунд | Другий раунд | Другий раунд |
| Кандидати                           | Партія                              | Голосів      | %            | Голосів      | %            |
| ----------------------------------- | ----------------------------------- | ------------ | ------------ | ------------ | ------------ |
| Борут Пахор                         | незалежний                          | 355 117      | 47,21        | 373 877      | 52,94        |
| Мар'ян Шарец                        | Список Мар'яна Шареца               | 186 235      | 24,76        | 332 366      | 47,06        |
| Романа Томч                         | Словенська демократична партія      | 102 925      | 13,68        |              |              |
| Людмила Новак                       | Нова Словенія                       | 54 437       | 7,24         |              |              |
| Андрей Шішка                        | Єдина Словенія                      | 16 636       | 2,21         |              |              |
| Борис Попович                       | «Словенія назавжди»                 | 13 559       | 1,80         |              |              |
| Мая Маковець Бренчич                | Сучасна центристська партія         | 13 052       | 1,74         |              |              |
| Сузана Лара Краузе                  | Словенська народна партія           | 5 885        | 0,78         |              |              |
| Анжела Ликович                      | «Глас зарубіжжя»                    | 4 418        | 0,59         |              |              |
| Недійсні / порожні голоси           | Недійсні / порожні голоси           | 5 634        | –            | 8 853        | –            |
| РАЗОМ                               | РАЗОМ                               | 757 898      | 100          | 715 096      | 100          |
| Зареєстровані виборці / голосування | Зареєстровані виборці / голосування | 1 713 744    | 44,24        | 1 713 473    | 41,74        |
| Джерело: Volitve                    |                                     |              |              |              |              |